# Siemierz (imię)
Siemierz – staropolskie imię męskie, złożone z członów Sie- (przypadek zależny od siego, sich – "w najbliższym czasie") i -mirz (mir – "pokój, spokój, dobro"). Znaczenie imienia: "ten, który wkrótce przyniesie pokój". Istnieje też hipoteza, że Sie- w tym wypadku jest formą Wsze-; imię znaczyłoby wtedy "ten, który przyniesie wszędzie pokój".